# Haru Nomura
Harukyo Nomura (em japonês:  野村敏京; em coreano:  문민경; nascida em 25 de novembro de 1992) é uma golfista profissional japonesa que atualmente joga nos torneios do circuito LPGA. Tornou-se profissional em 2010 e representou Japão na competição feminina de golfe nos Jogos Olímpicos de Verão de 2016, realizados no Rio de Janeiro, Brasil; terminou sua participação na quarta posição no jogo por tacadas individual.